# Hochgericht Steinheim

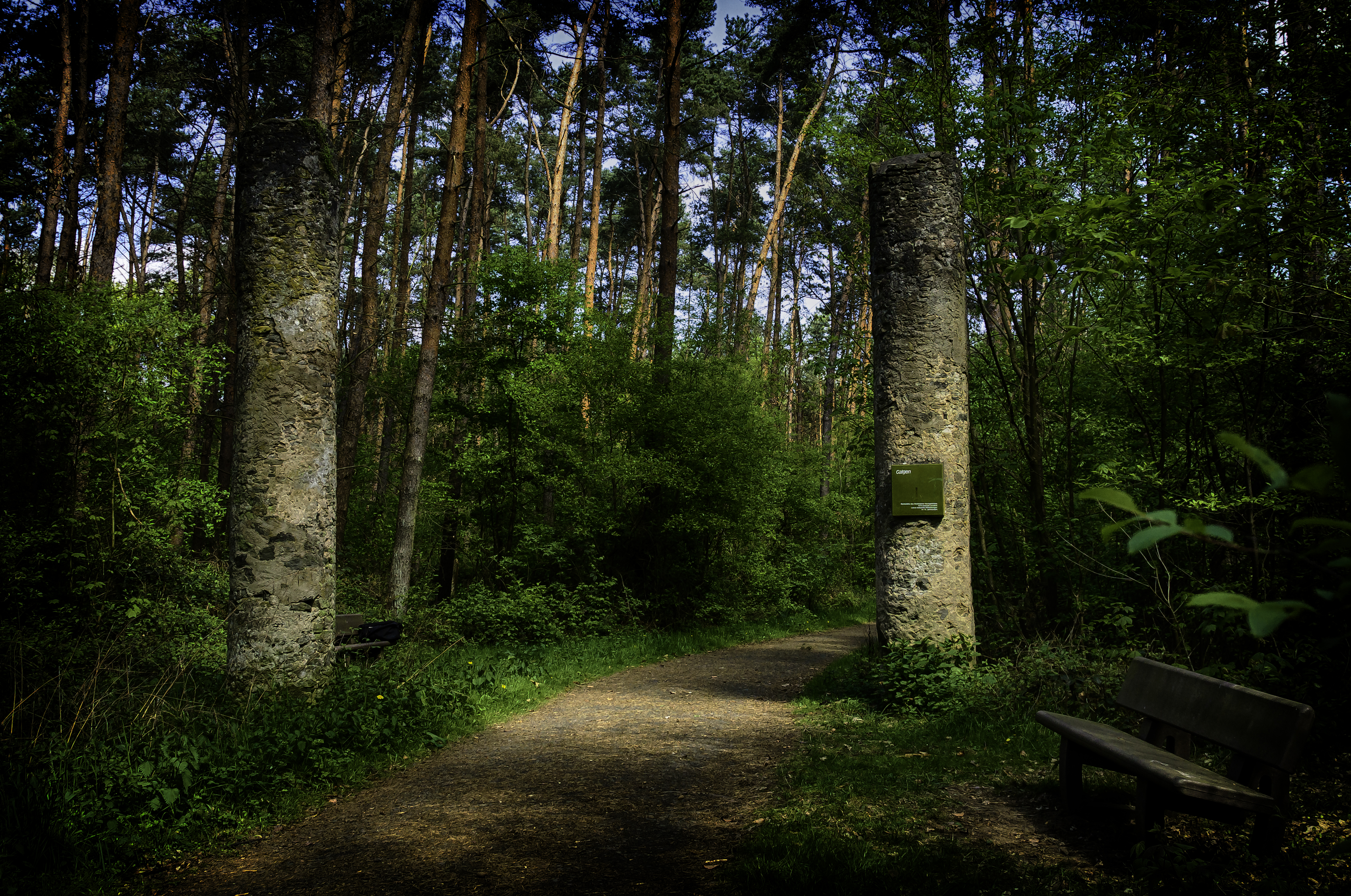
Galgen am Hochgericht

Das Hochgericht Steinheim ist ein Richtplatz bei Hanau-Steinheim, einem Stadtteil von Hanau.

## Lage
Die Richtstätte liegt im nordwestlichen Bereich der Gemarkung Groß-Steinheim, heute in einem Waldgebiet, und ist öffentlich zugänglich. Eine Erhebung, auf der die Richtstätte wohl ursprünglich stand, ist heute kaum noch zu erkennen. Heute führt zwischen den beiden tragenden Steinsäulen ein Waldweg hindurch, eine völlig unhistorische Situation.

## Bauart
Erhalten ist ein zweischläfriger Galgen, von dem die beiden tragenden, aus dem Bruchstein von Blasenbasalt gemauerten Säulen bis auf 5 Meter Höhe erhalten sind. Der darüber ursprünglich liegende hölzerne Balken oder die eiserne Stange existiert nicht mehr. Die Anlage ist ein Kulturdenkmal nach dem Hessischen Denkmalschutzgesetz.

## Geschichte
Das Steinheimer Hochgericht war die Richtstätte des Amtes Steinheim. Sie wurde bereits unter den Herren von Eppstein errichtet und nach dem Verkauf des Amtes an Kurmainz 1425 weiter genutzt. Die älteste erhaltene bildliche Darstellung stammt aus einer Gesamtansicht der Steinheimer Gemarkung im Jahr 1579. Seitdem scheint es keine baulichen Veränderungen gegeben zu haben. Die vermutlich letzte Hinrichtung war die des vorbestraften Wegediebs Johann Adam Clomann 1734. Clomann soll bei Frankfurt 1732 dem Kaufmann Mändel aus Mannheim beim Affentor einen Koffer vom Wagen geschnitten haben. Clomann und seine beiden Komplizen, Margaretha Will und ein Lorenz aus Gießen, erbeuteten unter anderem 1137 Gulden und mehrere Kleidungsstücke. Während Clomann und Willin gefasst wurden, konnte der Komplize Lorenz entkommen. Nach zwei Jahren Haft im Bergfried des Schlosses Steinheim wurde Johann Adam Clomann letztendlich zum Tode verurteilt. Das Urteil wurde am 19. September 1734 vollstreckt. Zu diesem Anlass wurde 8 Tage vorher, in Anwesenheit der Steinheimer Zünfte sowie des Zentgrafen und der Schöffen, der Querbalken des Galgens feierlich erneuert. Margaretha Willin wurde mit Rutenhieben dreimal um den Gehängten am Galgen herumgetrieben, mit dem Kurmainzer Rad gebrandmarkt und auf Lebenszeit aus Kurmainzer Gebiet verbannt. Man ließ sie anschließend nördlich des Mains beim "Roten Stein" auf Hanauer Gebiet frei. Johann Adam Clomann wurde auf dem Schindanger begraben.